# Rock gotic-simfonic
Rockul gotic-simfonic este un gen de muzică rock în care se găsesc teme gotice, iar modul în care este creată muzica este cel simfonic.
Teme deseori întâlnite sunt: lupta dintre bine și rău, romanță tragică (MacBeth), iubirea dintre o ființă demonică și una angelică, pură (reprezentată în general de o fată virgină, dar nu întotdeauna, ca semn al purității), moartea unei persoane iubite și căderea în întuneric a celeilalte.
În general se lucrează pe două (sau chiar trei) voci: prima fiind fie joasă, groasă, asemănătoare death grunt-ului (clară și inteligibilă totuși), fie o voce înaltă, și o voce de controlado sau soprană, feminină.
Se folosesc instrumente clasice, muzica fiind caracterizată de melodicitate, în combinație cu instrumente moderne (chitară electrică etc.)